# Сенді Тернбулл
Александер Тернбулл (англ. Alexander Turnbull; 30 липня 1884, Герлфорд, Шотландія — 3 травня 1917, Аррас, Франція), більш відомий як Сенді Тернбулл (англ. Sandy Turnbull) — шотландський футболіст, нападник, який виступав за «Манчестер Сіті» і «Манчестер Юнайтед» на початку XX століття.

## Ранні роки
Сенді Тернбулл народився в Герлфорді, неподалік від Кілмарнока, 30 липня 1884 року. Його батько, Джеймс, був шахтарем, і помер у молодому віці. Сенді, друга дитина із сімох дітей своїх батьків, до 16 років став головним годувальником у родині. При переписі населення 1901 року він був відзначений як «шахтар-вугільник». Ймовірно, він працював у шахті з 14-річного віку, а по суботах виступав за місцевий клуб «Герлфорд Тісл».

## «Манчестер Сіті»
У 1902 році Сенді перейшов в «Манчестер Сіті», підписавши свій перший професійний контракт з зарплатою в розмірі £3 в тиждень, що втричі перевищувала зарплату шахтаря. Незабаром він став гравцем основи «Сіті». 1904 року допоміг «городянам» виграти Кубок Англії, обігравши у фінальному матчі «Болтон Вондерерз» (єдиний гол у грі забив Біллі Мередіт). Всього Тернбулл зіграв за «Сіті» 118 матчів і забив 60 голів.
У 1905 році керівництво «Манчестер Сіті» визнали винним в здійсненні махінацій із зарплатами гравців, після чого головний тренер «Сіті» Том Мейл був довічно усунений від футболу, а 17 гравців клубу отримали індивідуальні штрафи та дискваліфікації до початку 1907 року. Футбольна асоціація Англії також змусила «Манчестер Сіті» виставити на аукціон всіх своїх гравців у Королівському готелі Манчестера. Головний тренер «Манчестер Юнайтед» Ернест Мангнолл скористався нагодою і купив багатьох з них на аукціоні, включаючи Сенді Тернбулла, Біллі Мередіта, Герберта Берджесса і Джиммі Бенністера.

## «Манчестер Юнайтед»
Перша гра Тернбулла за «Манчестер Юнайтед» відбулася на наступний день після його переходу, 1 січня 1907 року, проти бірмінгемського клубу «Астон Вілла» на стадіоні «Бенк Стріт». Він став автором єдиного голу в цій зустрічі, принісши «Юнайтед» перемогу з рахунком 1:0.
Тернбулл зіграв значну роль в завоюванні «червоними» першого чемпіонського титулу в сезоні 1907/08, забивши 25 голів в чемпіонаті. Репортер газети «Manchester Evening News» так схарактеризував Тернбулла:
|  | Широкоплечий, швидкий, творчий розум, «Сенді» — великий футболіст. Я ніколи не бачив настільки неегоїстичного інсайда. |

Репортер газети «Manchester Guardian» зазначав ефективність зв'язки Біллі Мередіта і Сенді Тернбулла:
|  | Коли [Мередіт] робить навіс у бік воріт, м'яч там вже чекають троє його партнерів, але частіше всього завершальний удар, після артистичних передач Мередіта, завдає «Сенді» Тернбулл. |

У 1909 році Сенді допоміг своїй команді завоювати свій перший Кубок Англії. Тернбулл забив єдиний гол у фіналі Кубка проти «Брістоль Сіті».
Всього в 247 іграх за «Юнайтед» він забив 101 гол. Останньою грою Тернбулла за «червоних» став матч проти «Шеффілд Юнайтед» в 1915 році.
У Тернбулла був непростий характер. 21 грудня 1907 року Сенді став першим гравцем, який отримав червону картку у манчестерському дербі (після того, як він забив два голи у ворота свого колишнього клубу). У замітці про матчі, що вийшла в понеділок, 23 лютого, в «Manchester Guardian», зазначається:
|  | Сенді Тернбулл і Білл Іді з самого початку матчу поводились безглуздо, постійно показували гримаси один одному, а в другому таймі Тернбулл не стримався і поштовхом звалив Дорсетта з ніг. Після цього суддя відразу ж видалив його з поля. |

Також Тернбулл періодично піддавався штрафам з боку клубу за «непокору директорам». Тим не менше, серед уболівальників Сенді був дуже популярний, ставши одним з перших футболістів, про якого вболівальники склали пісню, яку вони виспівували під час матчів. У ній вони називали Тернбулла «лихим Сенді, везучим Сенді, чемпіоном Сенді».

### Участь у договірному матчі
У 1915 році Сенді, поряд з кількома іншими гравцями «Манчестер Юнайтед» і «Ліверпуля», був визнаний винним в участі у договірному матчі, і довічно дискваліфікований. Футбольна асоціація Англії оголосила, що довічна дискваліфікація футболістів може бути скасована, якщо вони вступлять до лав Британської армії і візьмуть участь у бойових діях у світовій війні. Тернбулл погодився.

## Участь у війні і загибель
Тернбулл вступив в ряди Британської Армії під час Першої світової війни у званні молодшого сержанта. 1915 року Сенді був включений в знаменитий 17-ї сервісний «футбольний» батальйон, що входив до складу полку графства Міддлсекс. Потім він був переведений у 8-й батальйон полку Східного Суррея (точна дата переводу невідома, оскільки військові записи були знищені під час бомбардування Лондона). Це був той самий 8-й батальйон, який у перший день битви на Соммі організував «футбольну атаку», коли при наступі британських військ на позиції німців для підняття бойового духу солдати пасували один одному футбольні м'ячі, немов вони були на стадіоні, а не на війні.
Навесні 1917 року 8-й батальйон Східного Суррея, в якому служив Тернбулл, брав участь в битві при Аррасі. Вночі 3 травня, до світанку, батальйон Тернбулла штурмував село Шеризі, що за 15 кілометрів від Арраса. Батальйон захопив село і закріпився на березі місцевої річки, проте незабаром відбулася контратака німців, після якої ізольований від основних британських сил 8-й батальйон був оточений протягом кількох годин. Багато солдатів були вбиті або потрапили в полон, деяким вдалося втекти. З приблизно п'ятсот солдатів 8-го батальйону, що атакували Шерізі, 90 було вбито, 175 поранено й понад 100 взято в полон. Точна доля Тернбулла невідома: найімовірніше, його поранили, взяли в полон, де він незабаром і помер від поранень. Його тіло не було знайдено, проте, офіційно датою смерті вважається 3 травня 1917 року.
У 1919 році Футбольна асоціація Англії посмертно зняла з Сенді Тернбулла дискваліфікацію, накладену в 1915 році за участь у договірному матчі.

## Досягнення
Манчестер Сіті
- Володар Кубка Англії: 1903/04

 Манчестер Юнайтед
- Чемпіон Першого дивізіону (2): 1907/08, 1910/11
- Володар Кубка Англії: 1908/09
- Володар Суперкубка Англії (2): 1908, 1911

## Статистика виступів
| Клуб              | Сезон             | Ліга | Ліга | Кубок Англії | Кубок Англії | Суперкубок Англії | Суперкубок Англії | Всього | Всього |
| Клуб              | Сезон             | Ігри | Голи | Ігри         | Голи         | Ігри              | Голи              | Ігри   | Голи   |
| ----------------- | ----------------- | ---- | ---- | ------------ | ------------ | ----------------- | ----------------- | ------ | ------ |
| Манчестер Сіті    | 1902/03           | 22   | 12   | 1            | 1            | -                 | -                 | 23     | 13     |
| Манчестер Сіті    | 1903/04           | 32   | 16   | 6            | 5            | -                 | -                 | 38     | 21     |
| Манчестер Сіті    | 1904/05           | 30   | 19   | 2            | 1            | -                 | -                 | 32     | 20     |
| Манчестер Сіті    | 1905/06           | 26   | 6    | 0            | 0            | -                 | -                 | 26     | 6      |
| Манчестер Сіті    | Всього            | 110  | 53   | 9            | 7            | 0                 | 0                 | 119    | 60     |
| Манчестер Юнайтед | 1906/07           | 15   | 6    | 0            | 0            | -                 | -                 | 15     | 6      |
| Манчестер Юнайтед | 1907/08           | 30   | 25   | 4            | 2            | 1                 | 0                 | 35     | 27     |
| Манчестер Юнайтед | 1908/09           | 19   | 5    | 6            | 4            | 0                 | 0                 | 25     | 9      |
| Манчестер Юнайтед | 1909/10           | 26   | 13   | 1            | 0            | 0                 | 0                 | 27     | 13     |
| Манчестер Юнайтед | 1910/11           | 35   | 18   | 3            | 1            | 0                 | 0                 | 38     | 19     |
| Манчестер Юнайтед | 1911/12           | 30   | 7    | 6            | 3            | 1                 | 1                 | 37     | 11     |
| Манчестер Юнайтед | 1912/13           | 35   | 10   | 4            | 0            | 0                 | 0                 | 39     | 10     |
| Манчестер Юнайтед | 1913/14           | 17   | 4    | 1            | 0            | 0                 | 0                 | 18     | 4      |
| Манчестер Юнайтед | 1914/15           | 13   | 2    | 0            | 0            | 0                 | 0                 | 13     | 2      |
| Манчестер Юнайтед | Всього            | 220  | 90   | 25           | 10           | 2                 | 1                 | 247    | 101    |
| Всього за кар'єру | Всього за кар'єру | 330  | 143  | 34           | 17           | 2                 | 1                 | 366    | 161    |

## Профспілкова діяльність
Сенді Тернбулл разом з одноклубниками Чарлі Робертсом, Чарлі Сегаром, Гербертом Берджессом і Біллі Мередитом заснували профспілку футболістів (англ. Players' Union), метою якої став захист прав футболістів і лобіювання послаблення заборон по зарплатах і трансферах.
У 1908 році Футбольна асоціація Англії (FA) ухвалила рішення зберегти стелю зарплат для гравців у незмінному вигляді. Профспілка футболістів продовжила переговори з Футбольною асоціацією, але до квітня вони зайшли в глухий кут. У червні 1909 року Футбольна асоціація наказала всім футболістам вийти з профспілки, в іншому випадку їх професійна реєстрація буде анульована. Більшість футболістів сприйняли загрозу всерйоз і вийшли зі складу профспілки. У перших рядах вийшли з її складу гравці «Астон Вілли»: всі 28 футболістів бірмінгемського клубу підписали публічну декларацію про вихід зі складу профспілки футболістів і беззастережному підпорядкуванні рішенням ФА. Були і ті, хто відмовився підкоритися. Серед них був весь склад «Манчестер Юнайтед», а також 17 футболістів «Сандерленда».
Кар'єри гравців, що залишилися в профспілці, перебували під загрозою: з втратою свого професійного статусу вони втрачали свої зарплати і засоби до існування. Попри це, гравці «Манчестер Юнайтед» відмовилися здаватися і заснували футбольний клуб «Ауткастс» (Outcasts Football Club), в якому планували продовжувати грати у футбол, попри заборону. Тим часом гравець «Ньюкасла» Колін Вейтч продовжував вести переговори з ФА, намагаючись відновити права членів профспілки. В результаті на зустрічі в Бірмінгемі 31 серпня 1909 року Футбольна асоціація дозволила футболістам брати участь у профспілці. Конфлікт був вичерпаний, а всі гравці, включаючи Сенді Тернбулла, були відновлені у своєму статусі.

## Родина
У Сенді Тернбулла була дружина, Флоренс Емі, і четверо дітей (Джеймс, Айрін, Рональд і Александер). Двоє з його синів, Александер-молодший і Рональд, в серпні 1932 року перейшли в юнацьку академію «Манчестер Юнайтед», але за основну команду клубу так і не зіграли.